# Archaeornithoides deinosauriscus
Archaeornithoides (Archaeornithoides deinosauriscus, gr. "similar a les aus antigues") és un gènere representat per una única espècie de dinosaure teròpode celurosaure que va viure aproximadament fa 80 milions d'anys en el Campanià a la fi del període Cretaci.

## Fòssils
Va ser descobert en la Formació Djadokhta a Bayn Dzak, Mongòlia. segons informe d'Andrzej Elżanowski. Feia 1 metre de longitud, omnívor, el seu pes era aproximadament de 2 kg sent uns dels dinosaures més petits, era bípede, la seva semblança a les aus modernes és considerable, ja que diuen que és el dinosaure més proper a les aus.
Les restes van ser anomenades com a espècie tipus Archaeornithoides deinosauriscus per Elzanowski i Peter Wellnhofer el 1992. El 1993, van ser descrits amb més detall pels mateixos autors.

## Descripció
L'holotip d'Archaeornithoides era un individu molt petit. El fragment del cap, tal com es conserva, mesura només vint-i-set mil·límetres de llarg, cosa que indica una longitud de crani original d'uns cinc centímetres. La longitud del cos es va estimar entre cinquanta i seixanta centímetres, fent del tipus Archaiornithoides un dels dinosaures no aviaris més petits coneguts. La longitud de l'adult és incerta.
El musell d'Archaeornithoides presenta una llarga fenestra antiorbitària, que s'estén per les tres quartes parts de la longitud del maxil·lar. El maxil·lar té almenys vuit dents. Són petites, còniques i llises, sense arrugues. L'os palatí sembla mostrar la presència d'una fenestra secundària.